# Ключи (посёлок, Кирово-Чепецкий район)
Ключи́ — посёлок в Кирово-Чепецком районе Кировской области, административный центр Чепецкого сельского поселения.

## География
Расстояние до Кирово-Чепецка — 5 км. Посёлок находится на автодороге, связывающей Кирово-Чепецк с Кировом, поэтому основным общественным транспортом для жителей посёлка является пригородный маршрут № 103 (Кирово-Чепецк — Киров).

## История
Согласно переписи населения 1926 года деревня Ключи входила в Салтыковский сельсовет Просницкой волости, в ней проживало 53 человека (8 хозяйств).
С 1969 года в Ключах находился центр совхоза «Чепецкий» (ныне — ЗАО «Чепецкое»).
На основании решения Исполнительного комитета Кирово-Чепецкого районного совета депутатов трудящихся от 26 июля 1974 года № 255 вновь строящуюся центральную усадьбу совхоза «Чепецкий» Чепецкого сельского Совета переименовали в посёлок Ключи.
30 апреля 1976 года деревня Шамагичи и посёлок Ключи объединены в один населённый пункт — посёлок Ключи.
В сентябре 1979 года в посёлке была открыта средняя школа, в новом школьном здании на 320 мест.

## Население
| 2010 | 2012  |
| ---- | ----- |
| 977  | ↗1035 |

## Инфраструктура
В посёлке имеются средняя школа, детский сад, библиотека.